# Mesorregión del Norte de Minas
La mesorregión del Norte de Minas es una de las doce  mesorregiones del estado brasileño de Minas Gerais. Es formada por la unión de 89 municipios agrupados en siete  microrregiones.
Posee características similares a la Región Nordeste del Brasil. Así como el nordeste minero, buena parte de esta región perteneció a Bahia hasta mediados de 1757. El clima es caliente semiárido, y está formada por la Meseta del Atlántico. 
La economía se basa en la ganadería y agricultura. 
El poblamiento de la región comenzó en el siglo XVII, a causa de la explotación de piedras preciosas. 

## Microrregiones
- Bocaiuva
- Grão Mogol
- Janaúba
- Januária
- Montes Claros
- Pirapora
- Salinas